# 紀卜心
紀卜心（英文名：Kimi Ji，1995年5月12日—），是出身臺灣新北的網路拍賣模特兒、部落客、YouTuber及網路紅人。經營領域為化妝品以及保養品介紹以及化妝教學等等。

## 經歷
2013年，紀卜心開始她的部落客生涯，經常於社群網站無名小站及Facebook等發表美妝和衣著穿搭相關資訊，並於臺灣等地吸引許多青春期女性關注模仿。她同時也經常擔任網拍廣告模特兒。初初出道時受到網絡欺凌，被網民狠批沒才藝、是花瓶。她感到很挫敗，大受打擊，之後曾沉寂一時。
2017年6月，畢業於東南科技大學餐旅管理系。
2018年2月，前往位於加拿大溫哥華之學習彩妝。
2019年起，開始成為娛樂新聞節目《娛樂百分百》之《凹嗚狼人殺》、《桌遊研究社》、《魷娛民遊戲》等等的單元來賓。因為她的邏輯清晰、口齒俐落深受網民歡迎，被觀眾封為「狼人殺女神」。
2022年1月起，開始成為綜藝外景實境遊戲節目《綜藝玩很大》固定班底。
2024年，與「見習網美小吳」聯手創立的全新品牌「十盛SHISHENG」。

## 影視作品

### 綜藝節目
| 劇名                     | 播出頻道             | 播出日期                     | 性質                             |
| ------------------------ | -------------------- | ---------------------------- | -------------------------------- |
| 跑跑美人                 | Yahoo!奇摩 YouTube   | 2015年1月28日                | 主持人                           |
| 中天新聞                 | 中天新聞             | 2015年3月11日                | 報導人物                         |
| 怪物彈珠廣告-咖啡店篇    | YouTube              | 2015年5月                    | 女主角                           |
| 楊正數學｜吶喊篇（全集） | FaceBook YouTube     | 2017年5月                    | 女主角                           |
| 繪梨醬的告白日記         | Youtube              | 2017年                       | 繪梨醬                           |
| 娛樂百分百之凹嗚狼人殺   | 八大電視             | 2019年5月2日－               | 固定班底                         |
| 我是大美人               | 湖南卫视             | 2019年5月29日                | 嘉賓                             |
| SUZUKI微電影             | TCar 試車頻道        | 2019年12月12日               | 女主角                           |
| GWKA凹嗚狼人殺頒獎典禮   | 八大電視             | 2020年1月17日                | 頒獎人/得獎者                    |
| 校園大亂鬥               | 狼谷育樂台           | 2021年5月16日－              | 主持人                           |
| 天才衝衝衝               | 華視主頻             | 2021年5月18日                | 嘉賓                             |
| 綜藝玩很大               | 中視主頻             | 2021年8月14日                | 嘉賓                             |
| 食尚玩家                 | TVBS歡樂台 YouTube   | 2021年8月31日－2021年9月7日  | 單元《魚肉鄉民》代班主持人       |
| 食尚玩家                 | TVBS歡樂台 YouTube   | 2021年8月31日－2021年9月7日  | 網路單元《食尚新零駒》代班主持人 |
| 綜藝玩很大               | 中視主頻、三立電視台 | 2021年10月30日 2021年11月6日 | 嘉賓                             |
| 綜藝玩很大               | 中視主頻、三立電視台 | 2022年1月8日－9月10日        | 固定班底                         |
| 綜藝玩很大               | 中視主頻、三立電視台 | 2023年9月16日                | 嘉賓                             |

### 音樂錄影帶演出
| 年份   | 曲名           | 演唱者              | 附註                                 |
| ------ | -------------- | ------------------- | ------------------------------------ |
| 2015年 | 小壞壞         | CUG嘻遊記           | 與鬼鬼吳映潔、張香香、曾玄玄共同演出 |
| 2019年 | 是誰忍心刀了我 | 田亞霍 Feat. 賴晏駒 |                                      |
| 2020年 | 糾結了         | 李建軒              |                                      |
| 2020年 | 絕對發言       | 陳零九、邱鋒澤      | 與徐凱希共同演出                     |
| 2020年 | 美夢           | 采子                |                                      |
| 2023年 | 會找到我       | 邱鋒澤              |                                      |

### 電影演出
| 年份   | 電影名稱       | 飾演 | 性質 | 導演   | 附註 |
| ------ | -------------- | ---- | ---- | ------ | ---- |
| 2025年 | 夏日最後的祕密 |      |      | 邱晧洲 |      |

## 寫真書
| 書名                 | 人員                 |
| -------------------- | -------------------- |
| LOVE 全彩寫真集      | 紀卜心、賴夏恩、妍安 |
| 一、二、散步、卜心步 | 紀卜心、米原康正     |

## 爭議

### 十盛奶茶風波
2024年7月20日，紀卜心和「見習網美小吳」創立的「十盛熟成奶茶專賣店」被消基會點名奶茶成分標示不清；指店家雖然有告知消費者使用的是「熟成生乳加上鮮奶」，但官網卻以「北海道牛乳」為宣傳，店家亦拒絕告知使用的牛奶品牌，使用的北海道牛乳比例多少卻無法確認。事件爆發後，兩人並未有即時作出回應，紀卜心亦被指刪除網民相關留言，因而受到網民指責。
21日晚上，「十盛」官網貼出聲明，指十盛「販售熟成奶茶」、「從未對外宣傳或強調熟成奶茶系列本身是純鮮奶茶產品」。但是部份網民對於聲明中強調的「乳源」提出質疑，表示不清楚「北海道乳源到底是什麼」、「所以只有奶粉是日本來的」，認為聲明讓人感受不佳。
22日，紀卜心和小吳共同貼出道歉聲明，表示店內的奶茶都不是純鮮奶茶，而是「熟成生乳搭配台灣統一鮮乳，熟成生乳配方中使用日本進口的北海道生乳粉且搭配奶精」。而針對這件事上在管理、溝通上不完善，「會真誠面對錯誤並積極改進」。而「十盛」官網也在菜單上更新備註，更新菜單上顯示「熟成生乳中含有奶精成分」，並將「北海道牛乳」改為「北海道配方」。
但是，不少網民認為兩人是在玩「文字遊戲」；有網民指出十盛官網上的宣傳文案寫著「milk from Japan」，品牌logo也設計成牛奶罐、名字取了和北海道以牛奶等農產品出名的「十勝」相似的「十盛」。他認為十盛以上述手法宣傳，會誤導市民覺得品牌使用北海道鮮奶。亦有網民指，過去不少YouTuber也被誤導以為十盛的熟成奶茶就是鮮奶茶。
26日，小吳上傳影片道歉，表示「和紀卜心都是第一次接觸飲料店產業，沒有想要欺騙大家的心」。但有網民指出，紀卜心是手搖飲店「五桐號」創始人，並不是第一次接觸飲料店產業。另外，由於小吳的道歉影片中未見紀卜心，雖然她在Instagram的限時動態中解釋是因為「小吳在國外遇到颱風導致班機被取消，因此兩人無法合拍道歉影片」，但不少網民質疑她自己一個人也可以拍。認為她道歉誠意不足。
29日，有網民在紀卜心Youtube頻道影片留言說：「小吳人在國外都自己拍片上傳了，你的道歉影片呢？」紀卜心回覆：「你是文盲？」、「我們已經發過聲明也道歉，網路上各種不實言論我就該默默忍受？到底誰在無限上綱」。紀的態度引起許多網民不滿，她也再度被批評指責：「變成紀走心」、「真的要繼續提油救火嗎」、「兇到以為加奶精的是我」。而受事件影響，她在社交網站「Instagram」的追蹤人數急劇下滑，由7月初的100萬7千人，跌至7月30日下午的99.2萬人追蹤。但同日下午5時，紀卜心的追蹤人數在30分鐘內從99.2萬升到100萬，因此被網民質疑是在買粉。

## 外部連結
- 紀卜心的Facebook專頁
- 紀卜心的Instagram帳戶
- 紀卜心 YouTube專屬頻道 （页面存档备份，存于）
- 紀卜心的X（前Twitter）
- 紀卜心的新浪微博
- 紀卜心加拿大進修兼旅遊報導 （页面存档备份，存于）